# Денисон (Ајова)
Денисон (енгл. Denison) град је у америчкој савезној држави Ајова. По попису становништва из 2010. у њему је живело 8.298 становника.

## Демографија
Према попису становништва из 2010. у граду је живело 8.298 становника, што је 959 (13,1%) становника више него 2000. године.
| Група             | 2000.         | 2010.         |
| Белци             | 5.836 (79,5%) | 4.471 (53,9%) |
| Афроамериканци    | 117 (1,6%)    | 190 (2,3%)    |
| Азијати           | 60 (0,8%)     | 84 (1,0%)     |
| Хиспаноамериканци | 1.274 (17,4%) | 3.490 (42,1%) |
| Укупно            | 7.339         | 8.298         |